# Ferdinand Oesterley
Ferdinand Heinrich Ludwig Oesterley (* 15. Mai 1802 in Göttingen; † 6. Juni 1858 ebenda) war ein deutscher Rechtswissenschaftler, Hochschullehrer und Politiker.

## Leben
Oesterley war Sohn des Juristen Georg Heinrich Oesterley. Er absolvierte das Göttinger Gymnasium und studierte von 1821 bis 1824 an der Universität Göttingen die Rechtswissenschaft. Zu dieser Zeit befreundete er sich mit Heinrich Heine. Am 30. Oktober 1824 wurde er an der Göttinger Hochschule mit der Dissertation De iuris patronatus notione ex decretalibus Georgii IX. hausta, priorum constitutionum ratione habita zum Doktor der Rechte promoviert. Seine Habilitation und Aufnahme als Privatdozent an der Rechtswissenschaftlichen Fakultät der Göttinger Universität erfolgte 1826. Dort lehrte er bis 1848. Zudem wurde er 1828 Accesist an der Universitätsbibliothek Göttingen, an der er bis 1831 wirkte.
Oesterley erhielt 1831 die Stelle als Stadtsyndikus. Im Nachgang der Märzrevolution zur Zeit der Märzregierung vertrat er die Position von Johann Carl Bertram Stüve. Im Jahr 1854 wurde er zum Bürgermeister der Stadt Göttingen. Als solcher starb er im Amt. Er war in verschiedener Weise schriftstellerisch tätig.
Oesterley war außerdem am Klavier begabt, mit dem Komponisten Moritz Hauptmann befreundet und legte auch einzelne eigene Kompositionen vor.
Der General Georg von Oesterley und der Germanist bzw. Musikwissenschaftler Hermann Oesterley waren seine Söhne. 

## Werke (Auswahl)
- Versuche aus dem Gebiete der s. g. freiwilligen Gerichtsbarkeit, Helwing, Hannover 1830.
- Ist es rathsam die Zunftverfassung aufzuheben?, Vandenhoeck & Ruprecht, Göttingen 1833.
- Von den Ursachen des Verfalls des Gewerbes der Wollenweberei im Königreich Hannover und den Mitteln, um dasselbe wieder zu heben, Göttingen 1836 (mit dem Preis der Gesellschaft der Wissenschaften zu Göttingen gekrönt).
- Das deutsche Notariat: nach den Bestimmungen des gemeinen Rechts und mit besonderer Berücksichtigung der in den deutschen Bundesstaaten geltenden particularrechtlichen Vorschriften, 2 Bände, Hahn, Hannover 1842–1845.
- Ueber die Hannoversche Süd-Eisenbahn, Vandenhoeck & Ruprecht, Göttingen 1846.